# Aurélien Morandière
Pour les articles homonymes, voir Morandière.
Aurélien Morandière, né le 12 avril 1978 à Saintes, est un pilote français de char à voile, de catégorie classe 5.

## Palmarès

### Championnats du monde
- Médaille d'or en 2018, à Sankt Peter-Ording,  Allemagne
- Médaille d'or en 2014, à Smith Creek Playa,  États-Unis
- Médaille de bronze en 2012, à Cherrueix,  France
- Médaille de bronze en 2010, à La Panne,  Belgique
- Médaille d'or en 2006, au Touquet-Paris-Plage,  France
- Médaille d'argent en 2004, à Sankt Peter-Ording,  Allemagne
- Médaille de bronze en 2002, à Ivanpah Lake (en),  États-Unis
- Médaille de bronze en 2000, à Terschelling,  Pays-Bas

### Championnats d'Europe
- Médaille d'argent en 2017, à Hoylake,  Royaume-Uni, en classe 5
- Médaille d'or en 2016, à Bretteville-sur-Ay,  France, en classe 5
- Médaille d'argent en 2015, à La Panne,  Belgique, en classe 5
- Médaille d'argent en 2013, à Terschelling,  Pays-Bas, en classe 5
- Médaille d'or en 2011, à Hoylake,  Royaume-Uni, en classe 5
- Médaille de bronze en 2010, à La Panne,  Belgique, en classe 5
- Médaille d'or en 2007, à Hoylake,  Royaume-Uni, en classe 5
- Médaille d'or en 2006, au Touquet-Paris-Plage,  France, en classe 5
- Médaille de bronze en 2005, à Terschelling,  Pays-Bas, en classe 5
- Médaille d'argent en 2004, à Sankt Peter-Ording,  Allemagne, en classe 5
- Médaille d'argent en 2003, à La Panne,  Belgique, en classe 5
- Médaille de bronze en 2002, à Ivanpah Lake (en),  États-Unis, en classe 5
- Médaille de bronze en 2000, à Terschelling,  Pays-Bas, en classe 5
- Médaille de bronze en 1999, à Terschelling,  Pays-Bas, en classe 5

### Championnats de France
- Champion de France en 2015
- Champion de France en 2013
- Champion de France en 2012
- Champion de France en 2011
- Champion de France en 2010
- Champion de France en 2006
- Champion de France en 2003
- Champion de France en 2001
- Champion de France en 2000